# Herzfelde (Rüdersdorf bei Berlin)

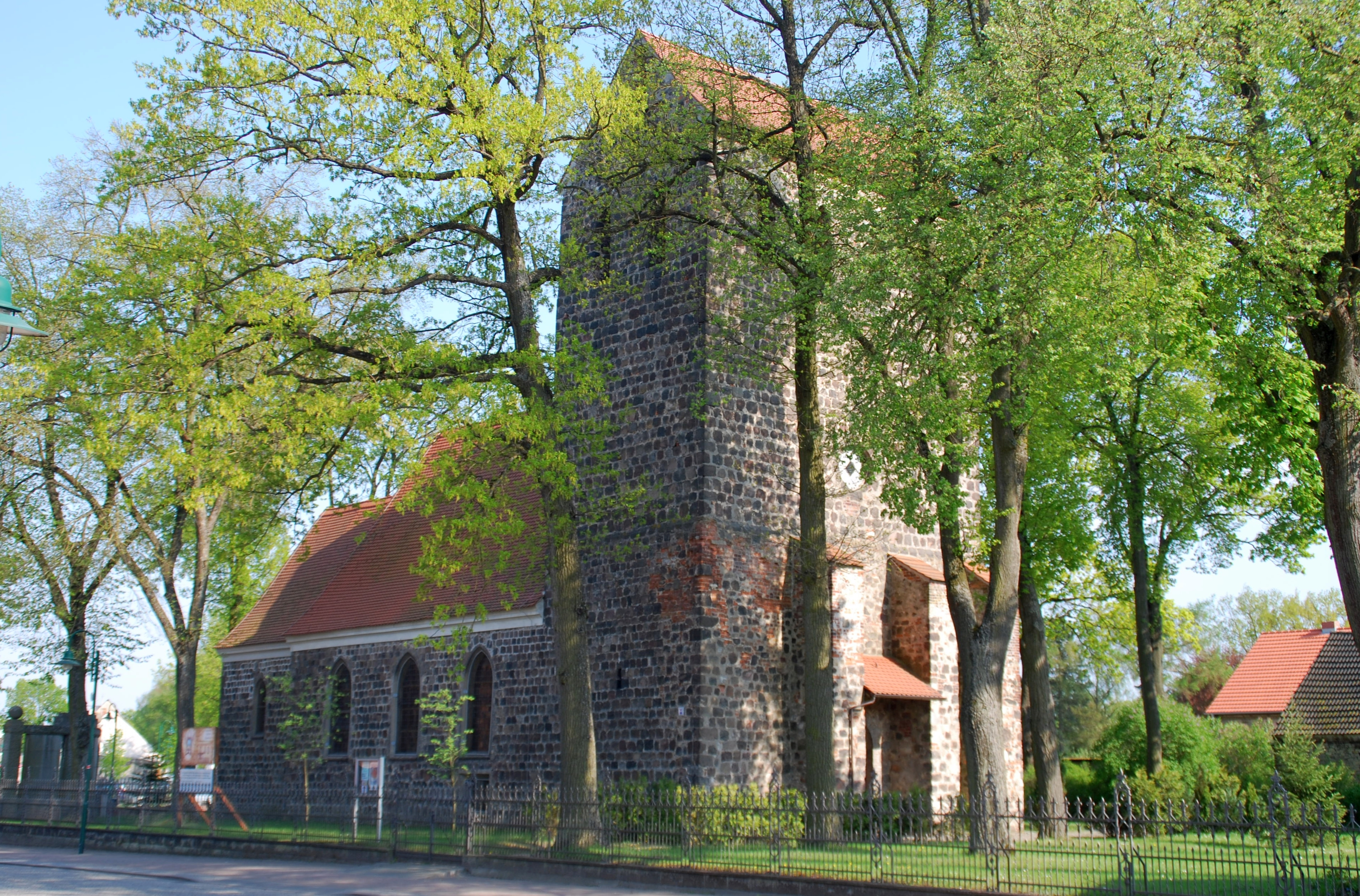
Dorfkirche

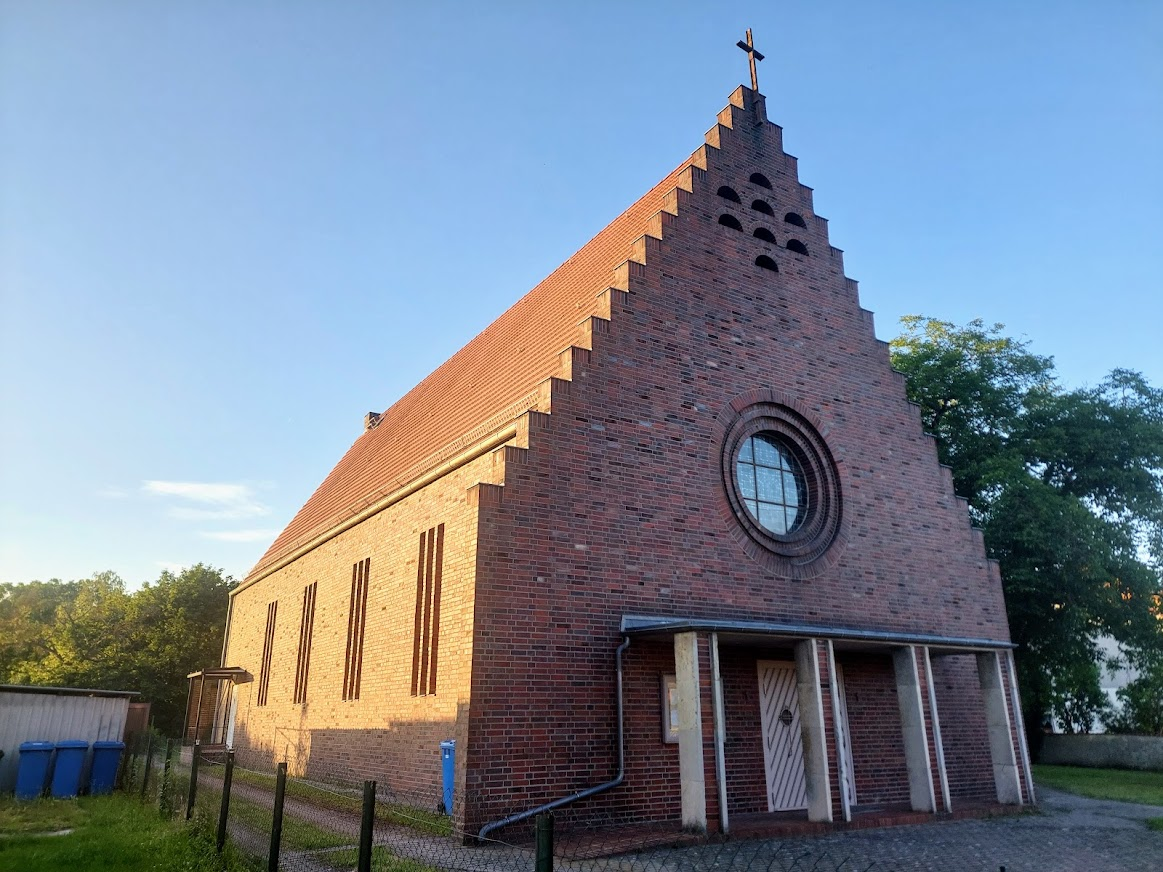
Katholische Maria-Hilf-Kirche, erbaut 1934/1935

Herzfelde ist ein Ortsteil der Gemeinde Rüdersdorf bei Berlin im Landkreis Märkisch-Oderland in Brandenburg.

## Geographie
Herzfelde liegt östlich von Berlin. Es besitzt eine Fläche von ca. 13,50 km² und wird von ca. 1.850 Einwohnern besiedelt.

## Geschichte
Erste Erwähnungen von Herzfelde können bis in das Jahr 1279 zurückverfolgt werden. Die erstmalige urkundliche Eintragung des Ortes im „Landbuch der Mark Brandenburg“ ist auf das Jahr 1375 zu datieren. Die Gemeinde ist ein an der ehemaligen Reichsstraße 1 entstandenes Angerdorf. Man geht davon aus, dass es sich bei dem Ort um eine Rodungssiedlung handelt. Das älteste Gebäude des Ortes, die evangelische Kirche, entstand im 13. Jahrhundert (ca. 1250). Der Bau ist ein frühgotischer Granitquaderbau.
Durch die Lage an der Reichsstraße brachten die mittelalterlichen Kriege Verwüstungen und Repressalien für die Bevölkerung mit sich. Ein Zeugnis und Bildnis dafür ist das örtliche Sühnekreuz an der Kirche, welches die Bewohner als Strafe für die Tötung eines hohen französischen Offiziers während der Zeit der Besatzung im Siebenjährigen Krieg errichten mussten.
Nachdem es Jahrhunderte zum Besitz des Klosters Zinna gehört hatte, ging das Dorf nach der Reformation in den Besitz des brandenburgischen Kurfürsten Joachim II. über.
1860 begann nach der Entdeckung einiger Tonvorkommen am Stienitzsee ein wirtschaftliches Wachstum und somit die Umwandlung in eine Industriegemeinde. Es entstanden mehrere große Ziegeleien, in denen der überwiegende Teil der Bevölkerung beschäftigt war, Ende des 19. Anfang des 20. Jahrhunderts zu nennen die Ziegelei von Oppenheim mit Tongrube. Die ständig steigende Produktion der örtlichen Industrie zog auch viele Saisonkräfte in den Ort, wodurch sich die Bevölkerungszahl stark vermehrte. Der Transport der Ziegel wurde durch die neu entstandene Strausberg-Herzfelder Kleinbahn sichergestellt und auch auf dem Wasserweg nach Berlin geleitet.
Im Laufe des 20. Jahrhunderts siedelten sich immer weitere Industriebetriebe in Herzfelde an, welche aber, genau wie die traditionelle Ziegelei, nach der Wende geschlossen wurden.
Es entstanden zwei große Gewerbegebiete, in denen sich neue Industriezweige ansiedelten.
Durch eine Gemeindegebietsreform wurden Herzfelde, Hennickendorf und Lichtenow am 26. Oktober 2003 zu Ortsteilen der Gemeinde Rüdersdorf bei Berlin.

## Politik

### Ortsbeirat/Ortsvorsteher
Der Ortsbeirat setzt sich aus fünf Mitgliedern zusammen. Seit der Kommunalwahl am 25. Mai 2014 gehören ihm neben der Ortsvorsteherin Gesa Soballa (Herzfelder Wählergemeinschaft, HWg) zwei weitere Mitglieder der Herzfelder Wählergemeinschaft sowie je ein Mitglied des Unabhängigen Bürger Bundes und der CDU an.

### Partnergemeinden
Der Ortsteil Herzfelde ist seit 1991 mit der Gemeinde Schwegenheim in Rheinland-Pfalz verpartnert.

## Wappen
Die Herzen auf dem Wappenschild sollen den ersten Teil des Gemeindenamens darstellen und die durch das Kreuz geteilten Felder verweisen auf den zweiten Teil des Ortsnamens hin. Das Kreuz steht ebenso für die örtliche Kirche im Zentrum des Ortes und soll gleichzeitig auf die Gründung der Gemeinde durch die Zisterzienser verweisen.
Das Wappen wurde vom Heraldiker Frank Diemar gestaltet.

## Verkehr
Bis 1962 besaß der Ortsteil einen Personenbahnhof an der Strausberg-Herzfelder Kleinbahn. Es besteht eine Busanbindung Richtung Erkner und Fürstenwalde.
Die Bundesstraße 1 verläuft durch den Norden des Ortsteils.